# NGC 47
NGC 47 je galaksija u zviježđu Kit.

## Vanjske poveznice
- SEDS: NGC 0047